# Període dels Regnes Combatents (Xina)
El període dels Regnes Combatents (en xinès tradicional, 戰國時代, simplificat:战国时代, pinyin: Zhànguó Shídài) és el període de la història xinesa comprès entre els anys 475 aC i 221 aC. Fou una època de convulsió i de canvis (de la mateixa manera que l'anterior, anomenada període de Primaveres i Tardors) i és considerada normalment la segona part de la dinastia Zhou. La divisió de la Xina en diversos estats va propiciar la competència entre ells, fent prosperar la filosofia, la literatura i la ciència. Moltes tradicions es van abandonar i es generaren noves idees. El comerç i les ciutats van créixer fins a nivells que no s'havien vist abans. De fet, moltes de les ciutats xineses actuals es van fundar durant aquest període.
El fet de dividir l'època que transcorre des del 770 aC fins a la unificació de la Xina per la dinastia Qin (221 aC) en dos períodes (de les Primaveres i Tardors i dels Regnes Combatents), sembla provenir de la tradició creada sota la dinastia Han. Saber quan i per què es va establir aquesta divisió ha ocasionat polèmica entre els historiadors, ja que no es troba cap esdeveniment rellevant que la justifiqui: per exemple, el llibre d'història més important de la dinastia Song, el Zizhi Tongjian, la situa l'any 403 aC, el que fa més de 70 anys de diferència amb la tradició.

## Antecedents
El sistema d'estats feudals creat per la dinastia Zhou de l'Oest va experimentar canvis enormes després de la fugida de la cort Zhou cap a l'actual Luoyang el 771 aC i la disminució de la rellevància i poder de la nova Zhou de l'Est. El període de Primaveres i Tardors va fer que uns quants estats assolissin el poder a costa de molts altres que ja no poden dependre de l'autoritat central per a la seva legitimitat o protecció. Durant el període dels Estats Combatents, molts governants van reclamar el Mandat del Cel per justificar la seva conquesta d'altres estats i estendre la seva influència. La lluita per l'hegemonia finalment va crear un sistema estatal dominat per diversos estats grans, com Qi, Qin, Jin i Chu i Yan, mentre que els estats més petits de les Planes Centrals es convertiren en els seus satèl·lits, i també existien altres estats importants, com Wu i Yue al sud-est. Les últimes dècades de l'era de Primaveres i Tardors van estar marcades per una major estabilitat, com a resultat de les negociacions de pau entre Jin i Chu que van establir les seves respectives esferes d'influència. Aquesta situació va acabar amb la partició de Jin entre les cases de Han, Zhao i Wei establint els set principals estats en guerra.
Després d'un període de guerres cada vegada més intenses, Qi, Qin, Jin i Chu finalment es van ajuntar per a una conferència de desarmament en el 579 aC, en què essencialment els altres estats es van convertir en satèl·lits. El 546 aC, Jin i Chu van acordar una nova treva. Aquesta era de pau va ser sol un preludi al caos del període dels Regnes Combatents. Cadascun dels quatre poderosos estats es trobava sumit en contínues lluites pel poder. Sis famílies propietàries de terres es feien la guerra l'una a l'altra a Jin. La família Chen eliminava els seus enemics polítics a Qi. La legitimitat dels governants era sovint desafiada en les guerres civils per diversos membres de la família reial a Qin i Chu. Durant el relativament pacífic segle vi aC, els dos estats costaners en l'actual Zhejiang, Wu i Yue, van començar a guanyar gradualment més poder. Després de derrotar i expulsar el rei Fu Chai de Wu, el rei Gou Jian de Yue va esdevenir l'últim gran senyor reconegut, acanat amb els conflictes al sud.
Una vegada que tots aquests combatents pel poder es van establir fermament en els seus dominis, el vessament de sang entre els estats continuaria en el període dels Regnes Combatents, que va començar el 403 aC, quan les famílies Zhao, Wei i Han que encara quedaven de l'elit a Jin es van dividir l'estat i la impotent cort de Zhou va ser forçada a reconèixer la seva autoritat.

### Textos de tradició xinesa
Les fonts que tradicionalment donen una idea del període dels Estats Combatents són fonts literàries conservades des de l'Antiguitat escrites o compilades durant el període preimperial o sota els primers imperis xinesos, i de totes aquestes fonts, els Registres del Gran Historiador de Sima Qian escrites al començament de la dinastia Han són les més importants. La primera part dels Registres es basa en les cròniques de Qin a les quals va tenir accés l'autor, arxiver de la cort Han, i relata la història de la Xina des dels seus orígens. L'última part del treball consisteix en biografies que relaten la vida de personatges eminents, alguns dels quals contemporanis dels Estats Combatents. Altres cròniques completen l'obra de Sima Qian, com els Annals de Bambú trobats en una tomba a finals del segle III dC, que conté els annals del regne de Wei. Sembla que cada estat tenia la seva pròpia crònica escrita, però la majoria s'han perdut. Es tracta de textos produïts per funcionaris d'aquests Estats, per tant de fonts esbiaixades, encara més de Sima Qian que va voler donar lliçons de moral a través de les històries que relata, però la descripció dels esdeveniments del període dels Estats Combatents és generalment fiable, a diferència de la de períodes anteriors que inclou relats llegendaris o semillegendaris.

### Jaciments arqueològics
L'arqueologia ha estat determinant per al coneixement dels Regnes Combatents. Les excavacions se centren principalment en dos tipus de jaciments. En primer lloc els enterraments, molt nombrosos a les terres de l'antic país meridional de l'Estat de Chu, on es van desenterrar objectes d'art i textos. La seva anàlisi ens permet entendre millor les creences i també la jerarquia social dels antics xinesos, encara que la seva interpretació segueixi sent complexa. Les ciutats i sobretot les capitals van ser objecte de campanyes d'excavació, quan no han quedat cobertes per les ciutats actuals que les van succeir.

### Textos trobats per l'arqueologia
Una contribució important de les excavacions arqueològiques és el descobriment, en tombes antigues, de textos de naturalesa variada, escrits sobre diversos suports, generalment amb tinta, que han resistit més o menys bé el desgast del temps.8 Les més habituals són les fetes de tires de bambú tallades per la meitat, estirades i després polides, unides entre si per fils o cintes de seda, que permeten fer un rotllo. Els textos escrits sobre fusta que es coneixen d'aquesta època prenen l'aparença de tauleta. El tercer suport més estès és el que menys ha sobreviscut als estralls del temps, la seda, un suport més fràgil però més car que els altres dos, que també s'utilitzava per a les pintures.9 També es podria gravar bronze, més aviat per a textos solemnes que es volien perdurar i que són menys nombrosos .
Gràcies a aquests descobriments, és possible conèixer l'estat previ de certs textos que la tradició xinesa va “canonitzar” posteriormen i accedir a una major varietat de textos, en particular escrits administratius i legals que destaquen pràctiques sobre les quals les úniques fonts escrites conegudes abans d'aquests descobriments donaven molt poca informació. Altres estudis d'aquests textos antics tenen interès epigràfic i lingüístic, aquests textos testimonien un estat de la cal·ligrafia xinesa on coexisteixen diverses variants regionals abans de l'estandardització de l'escriptura xinesa que va endegar l'emperador Qin Shi Huangdi del Regne de Qin.

## Context

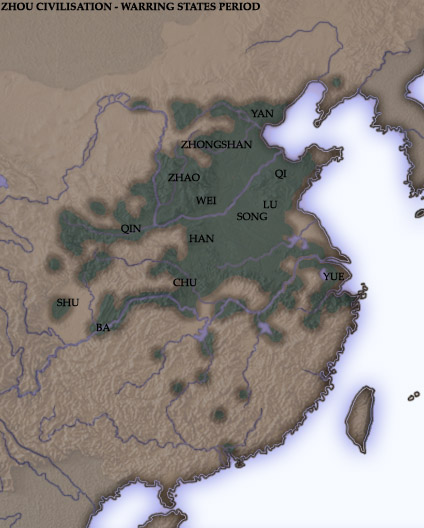
La Xina durant el període dels Regnes Combatents, 350 aC aprox.

El nom del període deriva d'una obra històrica anomenada Crònica dels estats combatents, compilada al començament de la dinastia Han. El seu inici és discutit, i per uns comença el 475 aC després del període de Primaveres i Tardors, i per altres el 403 aC, amb la divisió de Jin. La potència dominant a la regió central al final del període de Primaveres i Tardors va ser Jin, que s'estenia per gran part de l'altiplà de Loess i part de la plana al·luvial del riu Groc. El període dels Regnes Combatents fou un període de confusió. Els emperadors de la dinastia Zhou havien perdut la capacitat de cohesió i els nobles de les diferents regions s'autoproclamaren emperadors independents. En el 403 aC, el Marquès Jing de Han, juntament amb el Marquès Wen de Wei i el Marquès Lie de Zhao, van dividir l'estat de Jin en tres i el Rei Lie de Zhou va ser obligat a reconèixer els nous estats, elevant a la categoria de marquesos als seus governants, que seguirien sent grans poders perquè romanen vinculats i es coneixen com els "Tres Jin". Amb la partició de Jun començà el Període dels Regnes Combatents i la independència política de Han.
A mitjans del segle V aC, set grans regnes dominaven la Xina, els Set regnes combatents, amb un fort poder militar que lluitaven per l'hegemonia del país i cadascun amb més de 10.000 carros de guerra. Són els Chu, Han, Qi, Qin, Wei, Yan i Zhao, i al costat d'aquests grans regnes hi havia altres regnes de menor importància militar, entre els quals es troben antics prestigiosos estats situats a la plana central al voltant del territori de la dinastia Zhou, a les actuals províncies de Shandong i Henan, a més dels pobles nòmades del nord i de les diverses tribus de l'oest. Aquests estats tenen identitats pròpies i de vegades fins i tot es distingeixen per cultures específiques. Els estudis d'arqueologia i d'art, combinats amb els de textos, permeten definir diverses zones culturals relativament estables durant el període de la dinastia Zhou. Alguns d'ells es van beneficiar d'una influència molt gran durant el període dels Estats Combatents: sovint corresponen a unitats geogràfiques naturals homogènies.

Evolució de les fronteres dels regnes durant el període.

Entre els descendents de Jin, va ser Wei qui va afirmar la seva superioritat militar, després de les victòries del seu gran general Wu Qi, i la desgràcia i l'exili d'aquest últim cap al 401 van beneficiar al Rei Dao de Chu que el va contractar, restaurant el poder de Chu mitjançant reformes i victòries militars. Per la seva banda, Han va annexionar Zheng el 375 aC. Després del 366 aC, va ser el torn de Qin de reafirmar el seu poder, i sortint de conflictes difícils amb els pobles bàrbars del nord-oest, va derrotar una coalició de Wei i Han, després Wei de nou. El nou governant de Wei, Hui, reacciona davant la nova situació reorganitzant el seu regne i iniciant una política de normalització de les relacions entre els grans reis arran de diferents reunions. La diplomàcia adquireix aleshores més importància. Durant la segona meitat del segle IV, els monarques dels grans regnes van prendre el títol de rei (wang) i van emprendre reformes transcendentals que els van fer més forts regnes centralitzats, fet que explica l'escalada militar que es va produir durant les dècades següents.
Durant aquest període esdevingueren importants desenvolupaments tecnològics que impulsaren el creixement demogràfic i l'aparició del comerç, amb el dessecament dels pantans, els primers sistemes d'irrigació i la millora de les tècniques de fundició dels metalls que permeteren la difusió de l'aixada i l'arada. Finalment, el regne de Qin esdevingué el més fort i va sotmetre els altres sis.

### La plana central i elsTres Jin
El principal regne principal que va sorgir de Jin és Wei, al voltant del revolt del riu Groc i la vall de Fen (actuals Shanxi i Henan), que malgrat la seva riquesa es va enfrontar a estar envoltat d'altres grans potències, que el van implicar en nombrosos conflictes. El segon regne resultant de la partició de Jin, Zhao, està situat al nord de Wei (Shanxi i Hebei), estava en contacte amb pobles nòmades i vivia als marges de la zona central però a poc a poc es convertí en una gran potència militar. El tercer regne descendent de Jin és Han, a les actuals províncies de Shanxi i Henan, més petit i feble que els seus veïns, sobreviu servint de zona d'amortiment entre ells. L'altre gran poder polític proper a la Plana Central és el regne de Qi, al nord-est, a l'última part de la plana al·luvial del riu Groc, fins a la seva desembocadura (l'actual Shandong), amb riquesa de terres agrícoles i importants recursos de sal, que probablement constitueixen una de les economies més poderoses del període, i es creu que la seva capital Linzi era la ciutat més gran de l'època.

### Els regnes del nord
Els regnes poderosos per enfortir-se contra els estats centrals, cap on les perspectives d'expansió dels quals són més limitades tenien la possibilitat d'ampliar el seu territori a la perifèria, malgrat la presència amenaçadora de pobles considerats com a incivilitzats o fins i tot semibàrbars pels regnes centrals, en particular pels seus contactes amb veïns estrangers al món xinès.
Al nord-est, el regne de Yan, amb capital propera a l'actual Pequín, va ser un aliat de Qi durant una bona part del període. Aleshores, el riu Groc desembocava al mar més al nord que actualment, al seu territori, proporcionant-li terres agrícoles fèrtils. Com Zhao, que es troba al nord-oest, està en contacte directe amb els pobles nòmades del nord, a més d'estar lluny dels regnes xinesos més amenaçadors. Entre els dos, Zhongshan tenia un cert paper polític i afinitats culturals amb altres entitats polítiques del nord.

### Qin
A l'oest s'estén el territori de l'estat de Qin amb, a la seva regió central, la rica vall de Wei al cor de l'altiplà de Loess, bressol de la dinastia Zhou fins al seu moviment cap a l'est en 771 aC a l'inici del període Zhou de l'Est. Al començament del període del Període dels Regnes Combatents havia quedat endarrerit i es va trobar en contacte amb pobles “bàrbars” especialment formidables que només va aconseguir reduir després de llargues guerres que sovint el van desviar dels conflictes amb els altres Estats Combatents. Després de la conquesta dels principats de Shu i Ba a la seva frontera meridional a finals del segle IV aC va aconseguir potencial agrícola més gran dels regnes en guerra. Qin és també el regne que va realitzar les reformes més àmplies, sobretot a mitjans del segle iv aC sota el lideratge del ministre Shang Yang, convertint-lo en un estat totalment organitzat per a la guerra. A partir d'aquest moment, és en gran part al seu voltant on es juga el joc polític interestatal. Constitueix la matriu del primer imperi xinès que serà proclamat pel seu rei Zheng (que esdevé llavors l'emperador Qin Shi Huangdi) l'any 221 aC.

### Chu i les regions del sud
Al sud de la Xina dels Estats Combatents, encara que oberta a influències de la plana central, es mantenen les seves característiques pròpies, algunes de les quals es troben a la civilització xinesa de l'època imperial. Chu inicialment centrat en el curs mitjà del Yangtze, es va estendre cap a les regions poc poblades, incloses moltes zones deixades sense conrear de les conques dels rius Huai i Han la nord, Encara que poderós, Chu és un regne mal controlat, fins i tot inestable en comparació amb els altres.
A l'oest de Chu, els Estats de Shu i Ba a la conca Min (actual Sichuan), unes riques regions agrícoles i mineres constituiren la cultura Ba-Shu, i pobles bàrbars veïns van fundar el regne de Dian al nord de Yunnan cap al final del període. A l'altra banda, a l'est, la vall inferior de Yangzi estava dividida entre Wu i Yue, que van tenir una gran importància política al començament del període.
Wu, Yue i Chu es van proclamar reis al segle vi aC provocant un dràstic debilitament de l'autoritat de la cort Zhou durant el període de primavera i tardor.

## Història
L'any 453 a la batalla de Jinyang l'aliança dels clans Wei, Zhao i Han es va desfer de la casa Zhi, l'últim llinatge poderós del regne de Jin després d'un llarg període marcat per diverses guerres civils que van afermar les forces centrífugues. L'any 434 aC, després de la mort del duc Ai, les tres famílies es van annexionar totes les terres de Jin, deixant només les capitals de Jiang i Quwo per al següent duc de Jin, formant ràpidament burocràcies fortes, i impossibilitant que alguna família aristocràtica els envaís. Aquest mateix any, el rei Weilie de Zhou va proclamar Jin, Wei, Han i Zhao com a iguals. Un cop estabilitzada la seva situació, els tres regnes hereus de Jin es van aliar i es van involucrar en diversos conflictes que van marcar la primera fase del període dels Estats Combatents. Qi, Chu i Qin porten el pes d'aquestes ofensives, així com Zhongshan. Entre els descendents de Jin, va ser Wei qui va afirmar la seva superioritat militar, després de les victòries del seu gran general Wu Qi.
El 403 aC, el rei Weilie de Zhou va reconèixer Han Qian, Zhao Ji i Wei Si com a marquesos de Han, Zhao i Wei respectivament i Jin va ser partit en tres estats: Han, Zhao i Wei. La desgràcia i l'exili de Wu Qi cap al 401 van beneficiar a Chu que el va contractar, restaurant el poder de Chu mitjançant reformes i victòries militars.
El creixent poder de Wei va fer que Zhao es retirés de l'aliança, i el 383 aC va traslladar la seva capital a Handan i atacar el petit estat de Wey, que va apel·lar a Wei, que va atacar Zhao al costat oest. Estant en perill, Zhao va demanar ajuda a Chu, que va utilitzar-ho com a pretext per annexionar-se el territori al seu nord, mentre Zhao ocupava una part de Wei. Aquest conflicte va marcar la fi del poder dels Jin units i l'inici d'un període d'aliances i guerres canviants en diversos fronts. La partició de Jin va ser el final del període Primaveres i Tardors, el començament del Període dels Regnes Combatents i la independència política de Han. Han va annexionar Zheng el 375. Després del 366, va ser el torn de Qin de reafirmar el seu poder. Sortint de conflictes difícils amb els pobles bàrbars del nord-oest, va derrotar una coalició de Wei i Han, després Wei de nou. L'estat de Jin va existir nominalment fins que els Annals de Bambú esmenten que el 369 aC, Cheng de Zhao i Gong de Han van traslladar el duc Huan de Jin a Tunliu i ja no hi ha registres de governants de Jin, considerant-se el final de Jin. Fins al 350 aC aproximadament l'aliança dels tres regnes hereus de l'antic Jin va tenir un paper impulsor, sota el lideratge de Wei.
A partir del 350 aC els conflictes van ser cada cop més violents i les aliances van fluctuar per evitar que un regne domine els altres. En 323 aC els marquesos de Han, Zhongshan, Wei, Yan, i Zhao es van aliar i reconèixer mútuament com a reis. Els aliats, liderats pel general Zhao Pang Nuan van atacar Qin però van ser derrotats el 318 aC a la batalla de Hangu al pas estratègic de Hangu,
L'any 241 aC, l'expansió de Qin havia aconseguit aïllar i encerclar Han i Wei, i fer frontera amb Qi. Cinc dels set principals estats en guerra Chu, Zhao, Wei, Yan i Han van formar una aliança per lluitar contra el creixent poder de Qin, de la que el Rei Kaolie de Chu va ser nomenat líder i Lord Chunshen el comandant militar, però Qin va atacar el camp de Chu, que es va retirar, i després la resta dels aliats.
Les Guerres d'unificació de Qin van ser una sèrie de campanyes militars dutes a terme per Qin: Han, el més petit dels set estats, va ser conquistat en 230 aC, Wei en 228 aC després que el general Wang Ben desviés el riu Groc cap a Daliang, destruint la capital en una riuada, Chu en 223 aC, Wang Ben va capturar Yan, l'estat de Dai i els romanents de l'estat de Zhao en 222 aC, i finalment, l'any 221 aC, va assolir el control de tota la Xina, derrotant l'últim estat xinès independent, l'estat de Qi. Llavors, en aquell mateix any, a l'edat de 38 anys, el rei de Qin es va proclamar com el primer emperador de la Xina. Els territoris annexionats per Qin van esdevenir la pàtria de la nació xinesa i van formar la base de la dinastia Qin. La unificació de la Xina feta pels Qin és considerada com la fi de l'antiguitat xinesa i l'inici de l'imperi xinès.

## Els Set regnes combatents

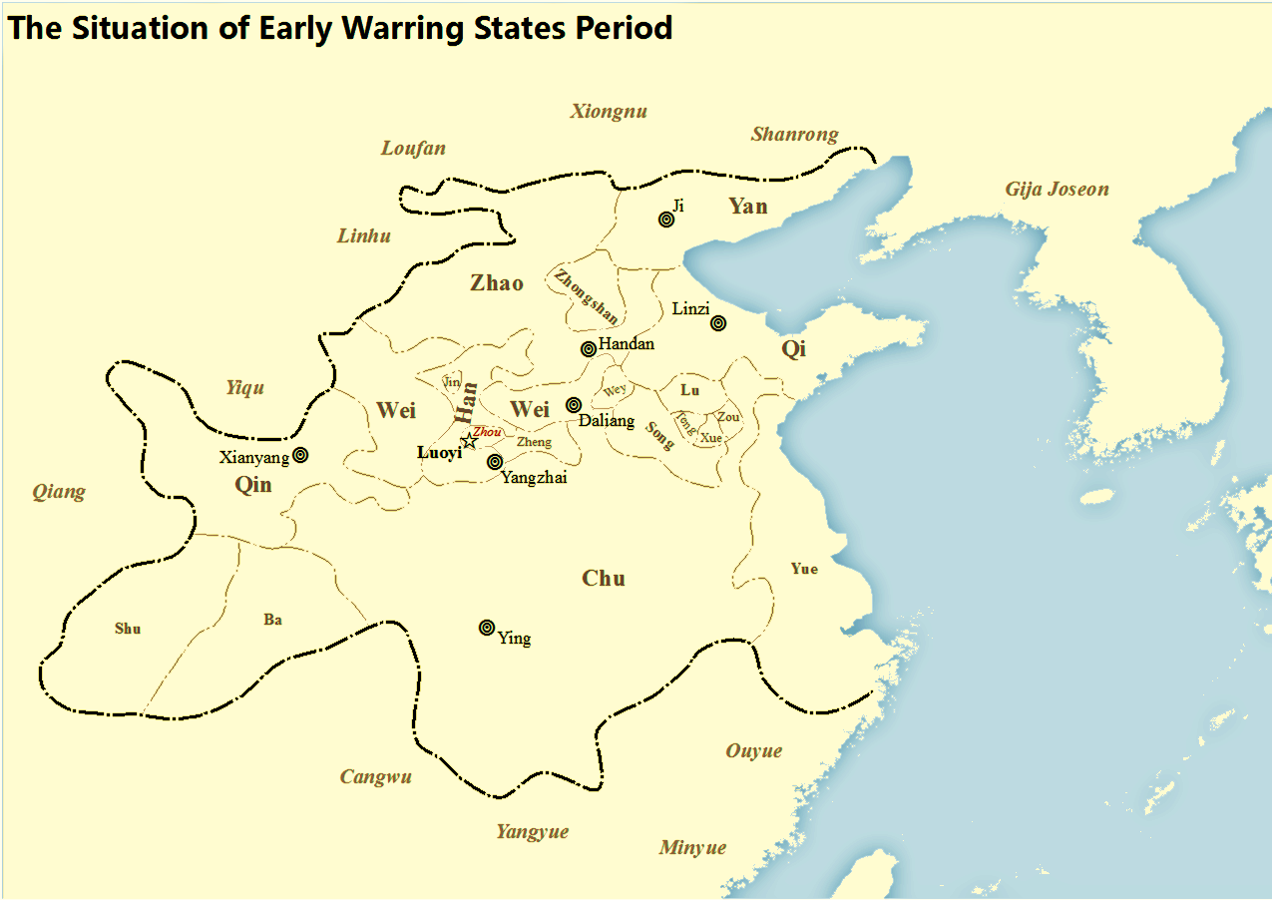
La situació al principi del Període dels Regnes Combatents

### Chu
A finals del segle V aC, el govern de Chu s'havia tornat molt corrupte i ineficient, amb gran part del tresor de l'estat utilitzat principalment per pagar el seguici reial. A finals dels anys 390 aC, el Rei Dao de Chu va fer de Wu Qi el seu canceller per dur a terme les reformes de Wu Qi van començar a transformar Chu en un estat eficient i poderós l'any 389 aC, però els descontents aristòcrates de Chu no van perdre temps en la seva venjança i Wu Qi va ser assassinat al funeral del rei Dao l'any 381 aC, revertint les reformes. A finals del segle IV aC, quan Zhao i estat Qin estaven en ascens, el poderós exèrcit de Chu va derrotar els estats de Wei i Yue, i aquest últim es va dividir entre Chu i Qi el 333 aC. Shu va atacar Chu a Zifang el 377 aC, i aquest va prendre mesures defensives. A mesura que l'estat de Chu es va expandir cap a l'oest per les valls dels rius Han i Iang-Tsé, va empènyer als Ba cap a l'oest cap a Shu creant la cultura Ba-Shu.
L'any 278 aC, Bai Qi va dirigir l'exèrcit de Zhaoxiang de Qin contra Chu, prenent la seva capital Ying i molt territori. Chu va reallotjar la seva capital a Shouchun. L'any 241 aC, l'expansió de Qin havia aconseguit aïllar i encerclar Han i Wei, i fer frontera amb Qi, i cinc dels set principals estats en guerra Chu, Zhao, Wei, Yan i Han van formar una aliança per lluitar contra el creixent poder de Qin, de la que el Rei Kaolie de Chu va ser nomenat líder i Lord Chunshen el comandant militar, però Qin va atacar el camp de Chu al pas de Hangu, que es va retirar, i després la resta dels aliats. En 224 aC Wang Jian va atacar Chu amb 600.000 homes de Qin i va derrotar l'exèrcit Chu a Pingyu, ocupant les ciutats fins que en 223 aC va capturar al rei Fu Chu i acabant amb la seva independència.

### Han
Han va ser creat pel Marquès Jing de Han com a regne resultant de la Partició de Jin el 403 aC i en bloquejar el pas directe a Qin fins a en la planúria xinesa del nord, convertint-se en objectiu freqüent de les expedicions Qin. L'any 385 aC, el marquès Wen de Han va atacar l'estat de Zheng i va prendre Yangcheng. El mateix 385 aC va atacar Song, arribant a Pengcheng, i va fer presoner el duc Dao de Song. L'any 380 aC, una aliança de Han, Zhao i Wei va atacar Qi, arribant a Sangqiu. 2 anys més tard, el 378 aC, l'aliança va atacar Qi de nou, arribant a Lingqiu. L'any 375 aC Han va conquerir i annexionar Zheng, ampliant així el seu territori i va traslladar la seva capital a Xinzheng absorbint l'herència de Zheng. El punt culminant de l'estat Han va ser durant el govern del Marquès Xi de Han, que nomenà a Shen Buhai com el seu Canceller i va implementar la filosofia legalista de Shen. Les polítiques de Shen enfortiren l'estat de Han i el regne es convertí en una societat xiaokang, reforçant la seva capacitat militar. Sota el rei Xuanhui, Han es va declarar un regne independent.
Amb la Partició de Jin, l'estat de Han havia quedat aïllat i encerclat per tots els costats per altre estats poderosos com Chu, Qi, Qin, i Wei i no tenia cap manera fàcil d'ampliar encara més el seu propi territori i recursos. Han era el més petit dels set estats, i va ser assetjat militarment per veïns més poderosos. Durant el seu declivi constant, l'estat de Han perdé el poder per defensar el seu territori i va estar demanant assistència militar d'altres estats enfront de les invasions. La lluita entre Wei i Qi pel control de Han va donar lloc a la batalla de Maling, que va establir Qi com l'estat preeminent a l'est. La invasió de Han per Qin en la província de Shangdang va portar en el 260 aC a la batalla de Changping, la més sagnant de tot el període. Finalment, Han va esdevenir el primer dels sis estats en ser conquerit per l'expansió de Qin en el 230 aC.

### Qi
Qi va ser fundat al voltant del 1046 aC com un de tants estats de la dinastia Zhou. La família Jiang governà Qi durant diversos segles fins que l'any 391 aC Tian He va deposar el duc Kang de Qi, però no es va instal·lar com a líder i Qi va estar en interregne entre el 391 aC i el 386 aC, quan el rei An de Zhou, el governant nominal de tota la Xina va reconèixer Tian He com a governant de Qi, posant fi a més de sis segles de govern de la Casa de Jiang. L'any 378 aC Yan de Tian Qi es va atorgar el títol de rei, desafiant An de Zhou i establint un precedent entre els seus vassalls, i els estats de Han, Zhao i Wei van envair Qi i van atacar la ciutat de Lingqiu.
El poderós exèrcit de Chu va derrotar els estats de Wei i Yue, i aquest últim es va dividir entre Chu i Qi el 333 aC. En 314 aC Xuan de Qi va envair Yan, debilitat per la guerra civil. i en pocs mesos va conquerir pràcticament tot el país i matant Zi Zhi i el deposat Kuai de Yan, però una revolta als territoris conquerits va fer retirar les tropes i es van restaurar les fronteres de Yan. El nou rei de Yan, el rei Zhao de Yan, va conspirar amb Zhao, Qin, Han i Wei per fer una expedició conjunta contra Qi Dirigit pel brillant tàctic Yue Yi, va tenir un gran èxit i en un any la majoria de les setanta ciutats emmurallades de Qi havien caigut, amb l'excepció de Zimu i Lu. Tanmateix, amb la mort del rei Zhao i l'expulsió de Yue Yi a Zhao pel nou rei, el rei Wei de Yan, el general Tian Dan va aconseguir recuperar totes les ciutats dels 5 regnes.
En 221 aC, Qi va ser l'últim estat de la Xina preimperial a ser conquerit per Qin, el punt final del Període dels Regnes Combatents que va permetre a la dinastia Qin de consolidar el primer imperi centralitzat i imperial de la Xina.

### Qin
A l'inici del període, mentre els seus veïns a l'est i centre de la Xina començaven a desenvolupar-se ràpidament, l'estat Qin encara estava en un estat de subdesenvolupament i decadència. La població de Qin estava composta per una gran part de gent semi-tribal sinitzada, que es creia que eren descendents dels Rong. Es creu que això era una de les principals causes del clar malestar i discriminació dels altres estats cap a Qin, que tenia defenses naturals amb el Pas de Hangu a l'est i el Pas de Tong a l'oest. Entre el 413 i el 409 aC durant el regnat del Duc Jian de Qin, l'exèrcit de Wei dirigit per Wu Qi, amb el suport de Zhao i Han, va atacar Qin i conquerí els territoris de Qin a l'oest del riu Groc.
L'any 364 aC Wei va ser derrotat per Qin a la batalla de Shimen i només va ser salvat per la intervenció de Zhao. Qin va guanyar una altra victòria l'any 362 aC i en 361 aC la capital de Wei es va traslladar a Daliang a l'est per estar fora de l'abast de Qin. En 323 aC els marquesos de Han, Zhongshan, Wei, Yan, i Zhao es van aliar i reconèixer mútuament com a reis. Els aliats, liderats pel general Zhao Pang Nuan van atacar Qin però van ser derrotats el 318 aC a la batalla de Hangu al pas estratègic de Hangu. L'any 316 aC, Ba i Chu es van aliar amb Qin per envair Shu, però després de la conquesta de Shu, Qin es va tornar immediatament contra el seu aliat i va capturar l'últim rei Ba, expandint Qin al sud cap a la conca de Sichuan, i en 312 aC va recuperar Nanzheng.
L'any 278 aC, Bai Qi va dirigir l'exèrcit de Zhaoxiang de Qin contra Chu, el seu rival més gran al sud del Yangtze, prenent la seva capital Ying i molt territori, i el 272 aC va conquerir l'estat Xirong de Yiqu. Va envair l'Estat de Han, el més petit dels set estats, en el 265 aC per capturar Qinyang i obrir una via d'invasió de Zhao, els reis nominals de la Xina. En quatre anys aïllà Shangdang de la resta de Han, i Han va oferir-la a Xiaocheng de Zhao que s'hi va avenir, però fou derrotat en la batalla de Changping, fent matar més de 400.000 presoners de guerra enterrant-los vius.
Han, en bloquejar el pas directe a Qin fins a en la planúria xinesa del nord, convertint-se en objectiu freqüent de les expedicions Qin. L'any 241 aC, l'expansió de Qin havia aconseguit aïllar i encerclar Han i Wei, i fer frontera amb Qi. Cinc dels set principals estats en guerra Chu, Zhao, Wei, Yan i Han van formar una aliança per lluitar contra el creixent poder de Qin, de la que el Rei Kaolie de Chu va ser nomenat líder i Lord Chunshen el comandant militar, però Qin va atacar el camp de Chu, que es va retirar, i després la resta dels aliats. La invasió de Han per Qin en la província de Shangdang va portar en el 260 aC a la batalla de Changping, la més sagnant de tot el període. L'últim rei de Zhou de l'Est es considera tradicionalment Nan de Zhou, que va ser assassinat quan Qin va capturar Wangcheng, la seva capital l'any 256 aC. Es va postular Hui de Zhou, però el seu territori va ser eliminat completament el 249 aC. Finalment, Han va esdevenir el primer dels sis estats en ser conquerit per l'expansió de Qin en el 230 aC.

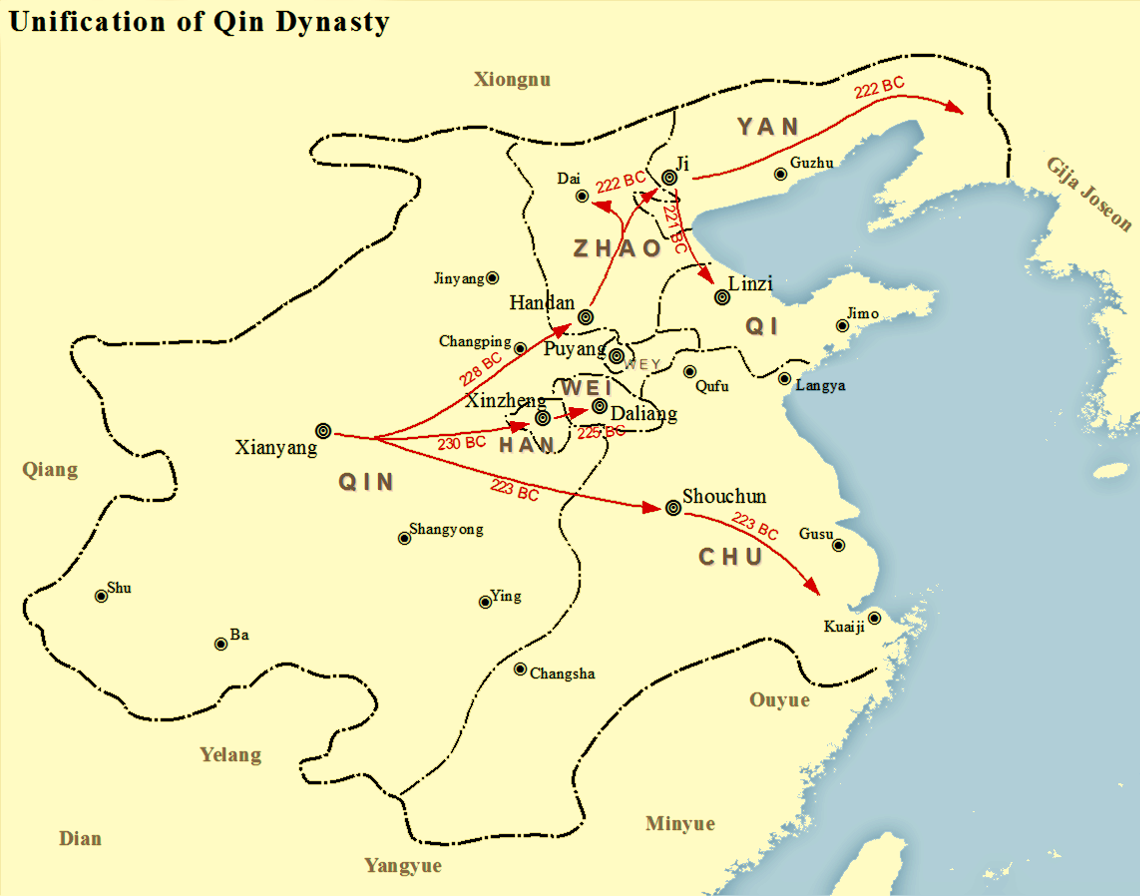
Guerres d'unificació de Qin

Qin Shi Huangdi va continuar amb la tradició d'atacar de manera tenaç i defensar els estats feudals, esquivant el famós intent d'assassinat del rei Jing Ke, en una sèrie de campanyes militars contra els altres estats: Han, el més petit dels set estats, va ser conquistat en 230 aC. El rei Wei Jia va rendir Wei a Qin en 225 aC després que el general Wang Ben desviés el riu Groc cap a Daliang, destruint la capital en una riuada,
El 228 aC va capturar al rei Youmiu de Zhao, conquerint l'estat, però el seu germanastre Jia va crear Dai dels romanents de l'estat. Wang Jian va derrotar l'exèrcit Yan al riu Yishui el 227 aC, i ell i el seu fill Wang Ben van capturar Ji, la capital de Yan en 226 aC, però el seu rei Ji Xi va escapar a Liaodong. que va caure en 222 aC. En 224 aC Wang Jian va atacar Chu amb 600.000 homes i va derrotar l'exèrcit Chu a Pingyu, ocupant les ciutats fins que en 223 aC va capturar al rei Fu Chu i acabant amb la seva independència.
Wang Ben va atacar Dai capturant Jia de Zhao en 222 aC, i des d'allà , derrotant l'últim estat xinès independent, l'estat de Qi l'any 221 aC. Llavors, en aquell mateix any, a l'edat de 38 anys, el rei de Qin es va proclamar com el primer emperador de la Xina. va assolir el control de tota la Xina. Els territoris annexionats per Qin van esdevenir la pàtria de la nació xinesa i van formar la base de la dinastia Qin.

### Wei
Wei va ser un regne fundat pel Marquès Wen de Wei resultant de la Partició de Jin el 403 aC L'estat arribà a la seva màxima esplendor durant els regnats dels dos primers governants, el Marqués Wen de Wei i el Marqués Wu de Wei. Rei Hui de Wei, el tercer governant, es concentrà en el desenvolupament econòmic incloent projectes d'irrigació en el riu Groc.
El lent declivi de Wei va començar amb el rei Hui, que considerava que Qin a l'oest era un estat dèbil res amenaçant i que la seva terra era terra erma i, per tant, es va centrar en la conquesta de les terres de recursos a l'est. Hui va intercanviar territoris amb Han i Zhao per tal de fer més racionals els límits dels tres estats. L'any 364 aC Wei va ser derrotat per Qin a la batalla de Shimen i només va ser salvat per la intervenció de Zhao. Qin va guanyar una altra victòria l'any 362 aC i en 361 aC la capital de Wei es va traslladar a Daliang a l'est per estar fora de l'abast de Qin. En 354 aC, el rei Hui de Wei va iniciar un atac a gran escala contra Zhao. El 353 aC, Zhao estava perdent molt i assetjava la seva capital Handan, i Qi va intervenir atacant la capital de Wei mentre l'exèrcit de Wei estava lligat assetjant Zhao. l'exèrcit de Wei es va moure precipitadament cap al sud per protegir la seva capital i va ser atrapat a la carretera i derrotat decisivament a la batalla de Guiling.
En 342 aC, l'estat de Wei va atacar l'Estat de Han i aquest va demanar ajuda al seu aliat Qi, I Wei va ser derrotat en la batalla de Maling el 341 aC i el seu poder disminuí significativament a partir de llavors, fent que l'estat no pogués competir pel regnat de la dinastia Zhou. La reforma de Qin en el mateix període impulsà l'economia i el poder militar de Qin a nivells sense precedents. El 294 aC, el regne de Qin s'havia convertit en una potència militar important a la Xina i inicià els atacs als regnes propers de Wei i Han, que havien estat enemics molts anys entre si, sense parar esment a Qin. El General Bai Qi va atacar a Han el 294 aC i va prendre una important fortalesa. Wei i Han es van adonar de la força de Qin, i va unir forces per aturar les conquestes de Qin, però foren derrotats a la batalla de Yique perdent molt territori. I així Wei va perdre la regió Hexi de l'oest (una zona de pasturatge i estratègica a la riba oest del riu Groc en la frontera del que és avui Shanxi i la província de Shaanxi) a mans de Qin, i es va mantenir constantment sent envaït per Qin fins al final. Açò forçà a Wei a moure la seua capital d'Anyi a Daliang. Durant les Guerres d'unificació de Qin Wei va ser conquistat en 228 aC després que el general Wang Ben desviés el riu Groc cap a Daliang, destruint la capital en una riuada.

### Yan
Quan el rei Wu de Zhou va deposar el rei Zhou de Shang a la batalla de Muye el 1046 aC va conferir títols als nobles del seu domini, inclosos els governants dels Yan. En algun moment del segle VII aC a finals de Zhou de l'Oest o principis de Zhou de l'Est, Yan va absorbir l'estat de Ji, un regne més petit al nord i va traslladar la seva capital a Ji (avui dia Beijing, també coneguda com a Yanjing, "capital de Yan"). Durant el període dels Regnes Combatents, la capital també se traslladà de vegades a la capital del sud Xiadu, la qual era la ciutat més gran en termes d'àrea del moment. Durant els primers anys de la Dinastia Zhou, Yan va estar situat a prop del riu Groc, però després de la fallida revolta encapçalada pels líders de la dinastia Shang, el feu es va traslladar més al nord (en el que ara és la Província de Hebei) per aturar les incursions dels nòmades Beidi del nord. Les fronteres de Yan eren aproximadament en forma horitzontal, estenent-se des de les muntanyes de la Província de Shanxi fins a la península de Liaodong. Com la majoria dels estats xinesos nord-orientals durant aquest període, Yan va patir diverses invasions dels pobles del que avui en dia és Mongòlia.
Una crisi de successió va esclatar a Yan en 325 aC quan el rei Kuai de Yan va renunciar simbòlicament al seu tron a favor del seu ministre Zi Zhi per demostrar la seva humilitat i el ministre en va aprofitar i es va apoderar del poder. En 323 aC Han, Wei, Yan, i Zhao es van aliar i els seus sobirans es van reconèixer mútuament com a reis. El 323 aC Yan va intentar fallidament envair Gojoseon. Els aliats, liderats pel general Zhao Pang Nuan van atacar Qin però van ser derrotats el 318 aC a la batalla de Hangu al pas estratègic de Hangu.
Yan estava debilitat per la guerra civil i en 314 aC Xuan de Qi va envair Yan i en pocs mesos va conquerir pràcticament tot el país i matant Zi Zhi i Kuai, però una revolta als territoris conquerits va fer retirar les tropes i es van restaurar les fronteres de Yan. El nou rei de Yan, el rei Zhao de Yan, va conspirar amb Zhao, Qin, Han i Wei per fer una expedició conjunta contra Qi dirigida pel brillant tàctic Yue Yi, va tenir un gran èxit i en un any la majoria de les setanta ciutats emmurallades de Qi havien caigut, amb l'excepció de Zimu i Lu. Tanmateix, amb la mort del rei Zhao i l'expulsió de Yue Yi a Zhao pel nou rei, el rei Wei de Yan, el general Tian Dan va aconseguir recuperar totes les ciutats dels 5 regnes. La guerra civil afectava l'equilibri de poder entre Gojoseon i Yan, augmentant la tensió entre els dos estats fins que l'any 300 el general Qin Kai va derrotar els Donghu i va conquerir la península de Liaodong a Gojoseon.
L'any 227 aC, amb les tropes Qin a la frontera de Yan després del col·lapse de Zhao amb les guerres d'unificació de Qin, el príncep hereu Dan va enviar un assassí amb l'esperança d'acabar amb l'amenaça Qin però l'assassí va morir a Xianyang en l'intent a mans de Qin Shi Huangdi. Sorprès i enfurismat, el rei de Qin va demanar a Wang Jian que destruís Yan, que va aixafar l'exèrcit Yan i els reforços de Dai al riu Yi. Wang Jian i el seu fill Wang Ben van capturar la capital Ji en 226 aC i el rei Ji Xi va fugir a la península de Liaodong. Li Xin va perseguir els Yan en retirada fins al riu Yan, on va destruir la major part de l'exèrcit. Més tard, el rei Xi va ordenar l'execució del príncep hereu Dan i va enviar el cap del seu fill a Qin com a "apologia" per l'intent d'assassinat. Qin va acceptar la "disculpa" i no va atacar Yan durant els tres anys següents. L'any 222 aC, Liaodong va caure també i en ser el tercer estat que va caure, amb la seva destrucció es va segellar el destí dels dos regnes restants. L'any 221 aC, Qin va conquerir tota la Xina, posant fi al període dels Estats Combatents i fundant la dinastia Qin.

### Zhao
Hui de Wei va intercanviar territoris amb Han i Zhao per tal de fer més racionals els límits dels tres estats. L'any 364 aC Wei va ser derrotat per Qin a la batalla de Shimen i només va ser salvat per la intervenció de Zhao. En 354 aC, el rei Hui de Wei va iniciar un atac a gran escala contra Zhao, i el 353 aC, quan Zhao estava perdent molt i Wei assetjava la seva capital Handan, Qi va intervenir atacant la capital de Wei mentre l'exèrcit de Wei estava lligat assetjant Zhao. l'exèrcit de Wei es va moure precipitadament cap al sud per protegir la seva capital i va ser atrapat a la carretera i derrotat decisivament a la batalla de Guiling.
Wuling de Zhao va imposar una reforma militar que fou prou efectiva. Els soldats es van equipar com els veïns xiongnu i els carros de guerra es van substituir per arquers a cavall. Aquestes reformes junt amb els avanços de la tecnologia xinesa i les tàctiques dels nòmades van portar a l'exèrcit de Zhao a ser la força més efectiva dins els estats guerrers. En 323 aC Han, Wei, Yan i Zhao es van aliar i els seus sobirans es van reconèixer mútuament com a reis. Els aliats, liderats pel general Zhao Pang Nuan van atacar Qin però van ser derrotats el 318 aC a la batalla de Hangu al pas estratègic de Hangu, La primera víctima en fou l'estat tribal de Zhongshan el 295 aC després de deu anys de guerra, i conquestes de territoris dels seus veíns Wei, Yan i Qin. La cavalleria de Zhao va operar en alguns moments també a l'estat de Qi quan feia campanya contra l'estat de Chu. Va coincidir amb l'aparició de comandants militars brillants, especialment Lian Po, Zhao She i Li Mu. Lian Po fou decisiu en la defensa contra els Qin. Zhao She fou principalment actiu a l'est i va dirigir la invasió de l'estat de Yan; Li Mu fou qui va fer front als xiongnu. Al final del Període dels Regnes Combatents era l'únic estat que s'oposava a Qin. Aliat amb Wei, Zhao va atacar Qin però fou derrotat a Huayang el 273 aC. La guerra va culminar en la sagnant batalla de Changping, la major batalla del període, el 260 aC, i les tropes de Zhao foren derrotades per les de Qin. Mercès al suport de les forces aliades de l'estat de Wei, es va poder salvar la capital Handan del setge dels vencedors, però el poder de Zhao va quedar delmat seriosament per les grans pèrdues sofertes a la batalla i ja no es va recuperar. El 229 aC el general Wang Jian de Qin va envair el regne; li van fer front el general Li Mu i el seu subordinat Sima Shang fins al 228 aC. Es creu que el rei Youmiu va ordenar l'execució de Li Mu i la destitució de Sima Shang seguint els deslleials consells d'alguns cortesans i d'agents Qin infiltrats. En el 228 aEC, Qin va capturar al Rei Youmiu i va conquerir Zhao. El Príncep Jia, el germanastre del rei Qian, va ser proclamat rei a Dai i va dirigir les últimes forces Zhao contra el Qin. El règim es va allargar fins al 222 aEC que l'exèrcit de Qin el va capturar i derrotà les seves forces a Dai.

## Altres regnes

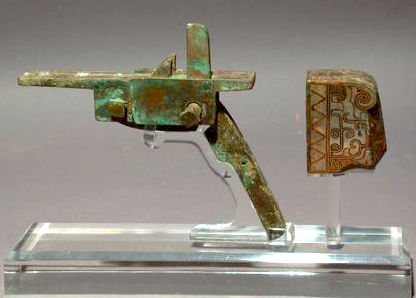
Mecanisme de bronze xinès per a parar la ballesta. Fou produït massivament en el Període dels Regnes Combatents (475-221 aC)

### Ba
Els Ba es van moure contínuament per la zona de les Tres Gorges i seva la capital es va moure al llarg del temps d'est a oest: de Quren a Linjiang, a Pingdu, a Zhiyi i finalment a Jiangzhou. Els arqueòlegs creuen que a causa de la prosperitat del Ba es va expandir cap a l'oest o que en ser derrotat pels Chu diverses vegades van haver de moure-la cap a l'oest. A mesura que Chu s'expandia cap a l'oest per les valls dels rius Han i Iang-Tsé, va empènyer als Ba cap a l'oest cap a Shu creant la cultura Ba-Shu. L'any 316 aC, Ba i Chu es van aliar amb Qin per envair Shu, però després de la conquesta de Shu, Qin es va tornar immediatament contra els seus dos aliats i va capturar l'últim rei Ba.

### Lu
Lu va ser un dels diversos estats fundats a l'est de la Xina al començament de la dinastia Zhou. Durant el període inicial de la primavera i la tardor, Lu era un dels estats més forts i un rival de Qi al seu nord. Sota el duc Yin i el duc Huan de Lu, Lu va derrotar tant a Qi com a Song en diverses ocasions i va emprendre expedicions contra altres estats menors. A la meitat del període el principal rival de Lu, Qi, va ser cada cop més dominant. Tot i que una invasió de Qi va ser derrotada en la batalla de Changshao en 684 aC, l'estat hi era en decadència durant el període de les Primaveres i Tardors. El poder polític de Lu es va dividir al temps entre tres poderosos terratinents descendents del Duc Huan de Lu: Jisun, Mengsun i Shusun, i fins que el Duc Mu de Lu feu una reforma, mentre que la terra de Mengsun i Shusun va ser ocupada per Qi i la Casa de Jisun fundà el seu propi estat anomenat Bi. Lu fou annexionat en el 256 aC per l'estat de Chu.

### Shu
Shu és primerament anomenat en la història com un membre aliat de la Zhou per derrocar-hi la dinastia Shang, prenent part en la batalla de Muye el 1046 aC. Durant el període dels Regnes Combatents, Qin i Chu ocuparen cada vegada més la vall dels riu Han i el conflicte amb Shu s'anava inevitablement a produir; Shu lluità contra Qin en el 387 aC a Nanzheng, recuperant el territori, que s'havia revoltat en 441 aC i havia passat a mans de Shu. Shu va atacar Chu a Zifang el 377 aC, i aquest va prendre mesures defensives. Rei Huiwen de Qin va aprofitar una disputa entre el rei Kaiming i el seu germà, el Marquès de Zu, aliat amb Ba per atacar Shu, que s'expandia cap a l'oest per les valls del Han i el Iang-Tsé, empenyent als Ba cap a Shu. Qin derrotà a Shu i matà a l'últim rei Kaiming el 316 aC.

### Song
L'estat es va fundar poc després que el rei Wu de Zhou conquerís la dinastia Shang per establir la dinastia Zhou l'any 1046 aC a la batalla de Muye. L'any 328 aC, Dai Yan va prendre el tron i es va declarar rei Kang de Song, va vèncer les tropes de Chu, Wei i Qi i annexionar Teng, però el regne va ser conquerit per l'estat de Qi l'any 286 aC, amb tropes de Chu i Wei servint en nom de Qi. Qin, que havia estat un aliat de Song, es va negar a intervenir per raons estratègiques i diplomàtiques després de ser convençut per Su Dai de Wei. Les prediccions de Su es van demostrar correctes i Qin es va beneficiar de la caiguda del seu antic aliat. Tradicionalment es considera que Confuci era descendent d'un noble Song que es va traslladar a l'estat de Lu.

### Teng
Teng va ser un vassall del Regne de Lu, i va ser conquerit pel rei Zhugou de Yue en 411 aC, però la seva noblesa va restablir el país i finalment va ser aniquilat pel rei Kang de Song l'any 297 aC.

### Yue
Yue no s'esmenta fins que va començar una sèrie de guerres contra Wu, el seu veí del nord a finals del segle VI aC. Segons els Registres del Gran Historiador i els Discursos dels Estats, els Yue descendeixen de Wuyu, el fill de Shao Kang, el sisè rei de la dinastia Xia. Amb l'ajuda de Chu, el rei Yue Goujian va destruir i annexionar Wu l'any 473 aC, i finalment Chu va conqurir Yue, que es va dividir entre Chu i Qi el 333 aC. Durant les Guerres d'unificació de Qin, Qin va conquerir Chu en 223 aC.

### Zheng
L'estat de Zheng va ser un dels més forts al començament del Període de Primaveres i Tardors. Zheng va ser el primer estat de la dinastia Zhou en annexionar-se a un altre estat, Xi, en algun moment entre el 684 aC i el 680 aC. Durant el Període de Primaveres i Tardors, Zheng en va ser un dels estats més rics; depenia de la seua ubicació central per al comerç interestatal i posseïa el major nombre de comerciants de tots els estats. Zheng va utilitzar sovint la seua riquesa, mitjançant el suborn, per a eixir de situacions difícils. Zheng també va ser llar de diversos homes d'estat, dels quals Zi Chan és el més famós. En les etapes posteriors del període, Zheng no va tenir més espai per a expandir-se; a causa de la seua ubicació central, Zheng va ser envoltat per totes bandes per grans estats. Durant les etapes posteriors del Període de Primaveres i Tardors, Zheng va canviar sovint les seues aliances diplomàtiques. Fou el centre de la controvèrsia diplomàtica entre Chu i Qi, i després entre Chu i Jin. Zheng es mantenia fort i va derrotar una aliança combinada de Jin, Song, Chen i Wei per ell mateix, el 607 aC. Mitjançant l'estadista Zi Chan, Zheng va ser el primer estat a establir clarament un codi civil el 543 aC. Posteriorment, Zheng va declinar fins que va ser annexionat per l'estat de Han en 375 aC.

## Cultura
El Període dels Regnes Combatents va ser una quan els senyors de la guerra annexionaren els estats petits al voltant seu i consolidaren el seu poder. El seu procés va començar en el període de les Primaveres i Tardors, i pel segle III aEC, set estats importants s'havia convertit en els poders dominants a la Xina. Un altre indicador que reflecteix el canvi en el poder va ser el canvi en el títol utilitzat pels governants dels estats. S'adreçaven inicialment com "Ducs" (公), un senyal respecte que eren vassalls dels sobirans xinesos (el Rei de la Dinastia Zhou), però més tard es van anomenar a si mateixos "Reis" (王), posant-se a la par amb els sobirans xinesos.
El Període dels Regnes Combatents va veure la proliferació del treball del ferro a la Xina, reemplaçant el bronze com el tipus dominant de metall usat en la guerra. Zones tals com Shu (avui en dia Sichuan) i Yue, l'actual Zhejiang) van ser portades dins de l'esfera cultural xinesa durant aquest temps. Diferents filosofies, conegudes com les Cent escoles de pensament, van ser desenvolupades en aquest període. Les escoles més notables de pensament són les de Mencius, Sun Tzu, Lao Zi, Zhuang Zi, Han Feizi, Xun Zi i Mozi. El comerç també va esdevenir important, i alguns mercaders tenien un poder considerable en la política.
La guerra en el Període dels Regnes Combatents era també diferent de la del període de Primaveres i Tardors, ja que la majoria dels exèrcits feien ús de la infanteria i la cavalleria en les batalles, i l'ús de carruatges va esdevenir menys estès. L'ús d'infanteria massiva va fer la guerra més sagnant i reduí la importància de l'aristocràcia; cosa que al mateix temps feu als reis més despòtics. D'aquest període endavant, mentre que els diversos estats competien entre ells per mobilitzar els seus exèrcits a la guerra, els nobles xinesos pertanyien a la classe culta, en comptes de a la classe guerrera com havia estat fins al moment.
Aquest període és també notable pel desenvolupament de complexes burocràcies i governs centralitzats, així com un sistema jurídic clarament establert. El desenvolupament en l'organització política i militar va ser la base del poder de l'Estat de Qin, que va conquerir els altres estats i va unificar-los sota l'Imperi Qin en el 221 aC.